# Кубок домашних наций 1904
Кубок домашних наций 1904 (англ. 1904 Home Nations Championship — Чемпионат домашних наций 1904) — 22-й в истории регби Кубок домашних наций, прародитель современного регбийного Кубка шести наций. Турнир прошёл с января по март. В седьмой раз победу на Кубке единолично одержала сборная Шотландии, защитив завоёванное год назад звание, хотя ей не удалось выиграть Тройную корону.

## Итоговая таблица
| Место | Сборная   | Игры    | Игры   | Игры  | Игры      | Очки в матчах | Очки в матчах | Очки в матчах | Очки в турнире |
| Место | Сборная   | Сыграно | Победы | Ничьи | Проигрыши | Забито        | Пропущено     | Разница       | Очки в турнире |
| ----- | --------- | ------- | ------ | ----- | --------- | ------------- | ------------- | ------------- | -------------- |
| 1     | Шотландия | 3       | 2      | 0     | 1         | 28            | 27            | +1            | 4              |
| 2     | Уэльс     | 3       | 1      | 1     | 1         | 47            | 31            | +16           | 3              |
| 3     | Англия    | 3       | 1      | 1     | 1         | 36            | 20            | +16           | 3              |
| 4     | Ирландия  | 3       | 1      | 0     | 2         | 17            | 50            | −33           | 2              |

## Сыгранные матчи
- 9 января 1904, Лестер: Англия 14:14 Уэльс
- 6 февраля 1904, Суонси: Уэльс 21:3 Шотландия
- 13 февраля 1904, Лондон: Англия 19:0 Ирландия
- 27 февраля 1904, Дублин: Ирландия 3:19 Шотландия
- 12 марта 1904, Белфаст: Ирландия 14:12 Уэльс
- 19 марта 1904, Эдинбург: Шотландия 6:3 Англия